# Орден восточных тамплиеров
| Телема Категория:Телема     |
| Основные темы               |
| Книга Закона Алистер Кроули |
| Организации                 |
| A∴A∴ · OTO                  |
| Божества                    |
| Хадит · Хоронзон            |
| Другие темы                 |
| Стела Откровения            |

Орден восточных тамплиеров (Орден храма Востока, лат. Ordo Templi Orientis, O.T.O.) — международная оккультно-религиозная организация, существующая с 1902 года. Изначально задуманная Карлом Кельнером, Францем Гартманом и Теодором Ройссом как масонская академия, которая отражала бы символизм нескольких оккультно-мистических сообществ, организация превратилась в носителя религиозного течения телема под руководством оккультиста Алистера Кроули в 1912 году.

## История ОТО

### Основатели ОТО
Считается, что это произошло примерно в 1902 году. Его основателями были Карл Кельнер, Франц Гартман и Теодор Ройсс.
Карл Кельнер (1851—1905) — австрийский промышленник, химик, совершивший ряд важных открытий в таких областях как изготовление бумаги, синтез искусственных драгоценных камней, фотография и электрохимия. Кроме того, он был исследователем масонства, розенкрейцерства, йоги и алхимии. Именно он считается основателем ОТО.
Франц Гартман (1838—1912) — немецкий врач, химик, в сотрудничестве с Карлом Кельнером работавший в области медицинских исследований. Помимо естественных наук, Гартман интересовался оккультизмом, являлся членом «Теософского общества» Елены Петровны Блаватской, Общества Гвидо фон Листа.
Теодор Ройсс (1855—1923) — немецкий исследователь масонства, йоги и многих других оккультных систем. Стал преемником Кельнера после его смерти. Под руководством Ройсса были выданы хартии ОТО во Франции, Германии, Швейцарии, США и Австралии.

### ОТО в начале
Идея создания Ордена восточных тамплиеров принадлежала Карлу Кельнеру.
В 1885 году Карл Кельнер познакомился с Францем Гартманом, членом Теософского общества Елены Петровны Блаватской, называвшим себя также розенкрейцером, и в сотрудничестве с ним, а также впоследствии и с Теодором Ройссом, решил создать масонскую академию, объединяющую в себе все существующие масонские степени и системы. Новый орден должен был, по задумке Кельнера, называться Орденом восточных тамплиеров, и в него должны были принимать как мужчин, так и женщин. Однако в ходе одной из дискуссий с Теодором Ройссом, Кельнер согласился, что организация, которую они придумали, должна называться «Орденом храма востока».

### ОТО при Теодоре Ройссе
Ещё в 1890 году Ройсс со своим другом Леопольдом Энгелем «реанимировал» орден иллюминатов. Сам Ройсс утверждал, что обладает патентом принца-розенкрейца «Louis Gabriel Lebauche», переданным Вейсгаупту в 1786 году, на основании которого и пытался осуществить данную «реанимацию». В 1900-м орден переименовали в Великую масонскую ложу ордена иллюминатов (Grosse Freimaurerloge fuer Deutschland des Illuminaten-Ordens), а конституцию переписали с конституции ОВЛА. В июне 1901-го друзья рассорились и всплыла вся подноготная с фальсификацией розенкрейцерского патента Ройссом. К 24-му сентября 1902 года Ройсс успел побывать в Манчестере и вернуться в Германию с патентом Джона Яркера (к ДПШУ не имеет ни малейшего отношения, кроме некоторых ритуалов, по случайности попавших Яркеру в руки).
От Джона Яркера Ройсс так же получил хартию на создание парамасонской организации под названием «Суверенное святилище», и, хартию на создание Великого востока Германии, по образцу Великого востока Франции.
В конце XIX-го века во многих немецких пивных были свои компании. Основные занятия у них были разноплановыми: о политике спорили, мечтали о нации, некоторые в благотворительных целях в карты на деньги играли. Их называли «угловыми ложами» (Winkellogen). Некоторые из них объединялись в союзы, наподобие «Allgemeine Buergerloge» или «Matthai — Logenbund», но все мечтали стать «настоящими» масонскими Ложами. Именно на их базе, привлекая в свои ряды поддельным «розенкрейцерско-иллюминатским» патентом, Ройс и создавал своё заведение: «Symbolische Grossloge des Schottischen Ritus in Deutschland». И назвал эту ново созданную великую ложу сразу масонской академией.
Но уже в 1904-м в мюнхенском «Метрополе» состоялась ассамблея лож Иоанна, которые заявили, что насаждаемый сомнительный оккультизм Ройсса, вкупе с его склонностями к изучению сексуального символизма и язычества — несовместим с целями и задачами масонства, и вышли из организации. Некоторые из лож были впоследствии регуляризованы в уставе «Ройал Йорк». Немногочисленные остатки послужили Ройссу для того, чтобы на их базе создать ОТО, из некоторых элементов которого, после его смерти, создал своё собственное ОТО — А. Кроули, написав для своего ОТО свои собственные ритуалы, поскольку не имел большей части ритуалов тех уставов, о которых заявил, будто они вошли в состав его ОТО.
Таким образом все уставы, на которые претендовал Кроули, а следом за ним претендует современное ОТО, наряду со Сведенборгианским уставом, с Уставом Мемфис-Мицраим, ДПШУ, и другими не вошли в общую систему ОТО, и не имеют к ОТО никакого отношения, несмотря на попытки адептов ОТО производить свою родословную от них. Современные наследники указанных юрисдикций — Устава Мемфис-Мицраим, ДПШУ, Ордена мартинистов, и другие — не признают посвятительную систем ОТО, и не поддерживают с организациями, использующими данное название никаких отношений. Следует также указать, что современное ОТО отказалось от присвоения масонских степеней, и теперь присваивает «звания», с аналогичными названиями, которые не подразумевают передачи ритуалов, материалов, и самих масонских посвящений, или даже претензий на таковые. Сделано это по причине отсутствия соответствующих материалов — то есть текстов ритуалов, и сопутствующих наставлений, которые есть в настоящих традиционных юрисдикциях упомянутых масонских братств.
В 1902 году Ройсс приступил к изданию масонского журнала под названием «Орифламма».
После смерти Кельнера 7 июня 1905 года власть в О. Т. О. перешла к Ройссу.

### ОТО при Кроули
В 1909 году Ройсс познакомился с Алистером Кроули, и в 1912 году они совместно переработали системы степеней масонства в собственную систему ОТО, включавшую в себя 10 пронумерованных степеней. Впоследствии Кроули отказался от использования данной системы и написал свои собственные ритуалы. По мнению исследователя истории ОТО Питера Кенига, Ройсс исключил Кроули из ОТО в 1921 году, однако, Кроули продолжил развивать собственное направление ОТО. Не существует ни одного документа, доказывавшего бы передачу Теодором Ройссом полномочий на управление всей структурой ОТО Алистеру Кроули. Сразу после смерти Ройсса претензии Кроули оспаривались в Германии и Швейцарии. Таким образом, связи «кроулианского» ОТО с ройссовским — не существует.
Согласно исследованию историков Элика Хоува и Гельмута Моллера написанные Кроули ритуалы не имеют ничего общего с ритуалами масонских лож, и высших степеней каких либо масонских уставов. Ритуалы масонства основаны на иудейской легенде об архитекторе Храма Соломона, Хираме. Ритуалы ОТО Кроули используют арабские легенды, переосмысленные Кроули, о Салладине и суфие Ал-Халладже; в начальных ритуалах ОТО Кроули появляется в качестве посвятителя Саладин, эмир и визирь, тогда как в масонстве — напротив — досточтимый мастер, и шесть офицеров масонской ложи, равно как в третьем градусе ОТО появляется фигура суфия Мансура Ал-Халладжа, тогда как в третьем градусе масонства присутствует фигура мастера Хирама. В ритуале 4-й и 4,5 степени появляются антимасонские лозунги. Ритуал V-ой степени требует от посвящаемого топтания Распятия. Кроме того, Френсис Кинг, исследователь истории и документов ОТО указывал в своей работе на телемитский и антихристианский символизм отдельных ритуалов, в частности промежуточного градуса между 4-м и 5-м. Дальнейшие ритуалы сосредоточены на изучении сексуальной магии: практике мастурбации, аутосексуальности, анальных и гомо- и гетеросексуальных соитиях, также не имеющих никакого отношения к Масонству.
Так, например, о седьмой степени ОТО Кроули говорится:
В этой степени преподается поклонение фаллосу как микрокосмическому подобию солнца, включая создание личной «молельни», в которую помещается скульптурное изображение фаллоса, выполненное из серебра, бронзы или любого другого подобного материала.
В 1913 году Кроули во время визита в Москву написал «Гностическую мессу» — главную церемонию публичного и частного служения в ОТО
За свою жизнь Кроули провел несколько ревизий ритуалов ОТО с тем, чтобы придать им ещё более телемический характер.
В 1923 году Теодор Ройсс умер, и в 1924 году Алистер Кроули провозгласил себя внешним главой ордена. Он занимал этот присвоенный пост вплоть до своей смерти в 1947 году.

### Организации, созданные на основе ОТО
Постановлением Британского суда № О-157-08 от 6 июня 2008 года было решено, что использовать аббревиатуру «О. Т. О.» в названии имеет право только калифорнийский Орден восточных тамплиеров («Халифат»).
Древний орден восточных тамплиеров (ОТОА, — Ordo Templi Orientis Antiqua)
Ordo Templi Orientis Antiqua (Древний орден восточного храма) — это посвятительный гностико-магический орден, основанный в 1921 на Гаити гностическим патриархом и первосвященником вуду Люсьеном-Франсуа Жаном-Майне (Lucien-Francois Jean-Maine). Традиция OTOA происходит от гностического вуду, практикуемого в тайных обществах. Это синтез, развитый из европейских-гностико-герметических течений, которые являются наследниками древней западной посвятительной традиции, и гаитянской метафизики. В рамках OTOA действует монастырь Семи лучей. Обе эти организации сотрудничают с гностической церковью Ecclesia Gnostica Spiritualis (Духовной гностической церковью).
Братство Сатурна (Fraternitas Saturni)
Fraternitas Saturni (Братство Сатурна) было основано Эженом Гроше (Eugen Grosche), также известным под именем Грегор А. Грегориус (Gregor A. Gregorius), после конференции в Вайде. На конференции было запланировано признать Кроули внешним главой Ordo Templi Orientis, а также мировым учителем. На конференции Кроули сопровождали Лейла Уодделл (Leila Waddell) и Норман Мадд (Norman Mudd), а также члены Ложи «Пансофия» Генриха Тренкера (Heinrich Tränker). Тренкер служил под именем Х Ройссу до самой его смерти.
Конференция не прошла гладко, и прежде, чем Кроули приехал, уже произошел раскол. Карл Иоганн Гермер, который позже станет ближайшим подручником Кроули, перевел «Liber Al vel Legis» на немецкий, а также и многие другие члены Ложи «Пансофия» приняли требования Кроули, в особенности сам Гермер, Гроше и Марта Кунцель. Поначалу Кроули получил поддержку и был избран в том числе и как мировой учитель, о котором пророчествовала мадам Блаватская. Однако вскоре ситуация переменилась, и не только Тренкер отказал в своей поддержке Алистеру Кроули, но точно так же поступили и другие члены ложи. Это привело к расколу в ложе «Пансофия», и те, кто продолжал принимать учение Кроули, основали «Fraternitas Saturni», а ложа «Пансофия» была официально закрыта. Кунцель и Гермер присоединились к OTO Кроули, в то время как большинство членов ложи «Пансофии» присоединились к Гроше, включая такую известную в киноискусстве личность как Альбин Грау.
«Братство Сатурна» формально признавало Книгу закона, все ещё признавало Кроули учителем, и Гроше старался утверждать, что орден действует по благословению Кроули, ссылаясь на множество поддельных писем, якобы полученных от Кроули, и на множество своих писем, посланных ему, которые так и остались без ответа. В ордене развился интересный и уникальный подход к учению телемы Кроули, этот подход отличался значительной связью с астрологией, а не с системой Золотой Зари. Уникально также и то, что орден не делал акцент на Каббале и таро, в отличие от других орденов, которые были основаны в XX веке.
В 1936 «Братство Сатурна» было запрещено нацистским режимом. Грегориус, так же, как и другие руководители ложи, эмигрировал, чтобы избежать заключения. После Второй Мировой Войны Грегориус смог воссоединить братьев и вновь привести ложу к её расцвету.
Гроше был арестован в течение года нацистским правительством на основаниях его приверженности социализму. Его связь с Алистером Кроули называлась гестапо как главная причина для его задержания. Вслед за окончанием войны он стал членом Коммунистической партии Германии.
В 1957 появились ложи в Гамбурге и в Штутгарте, великая ложа располагалась в Берлине. За некоторое время до кончины Гроше (1954) «Братство Сатурна» снова стало крупнейшим магическим орденом в Германии. Однако, после смерти Гроше произошли некоторые волнения, связанные с назначением нового великого мастера.
Наиболее важными градусами в посвятительной системе «Братства Сатурна» является «Gradus Mercurii» («градус Меркурия»), «Gradus Solis» («градус Солнца») и «Gradus Pentalphae» («градус Пентальфы»), градус пятиконечной звезды, или пентаграммы. Работа, соответствующая «градусу Пентальфы», делала акцент на тантрическом мистицизме и сексуальной магии. Как утверждает орден, все тайное знание OTO содержится в «градусе Пентальфы».
Система градусов претерпела изменения некоторое время до того, как скончался Гроше. Изначально существовало десять градусов, не считая «неофита», который не являлся регулярным членом «Братства Сатурна», а только кандидатом в него, и великого мастера (пост великого мастера не относился к градусу, но являлся исключительно должностью). Великий мастер был единственным, и носил название «Magister Aquarii». «Gradus Mercurii» (подмастерье) был второй степенью в изначальной системе, затем следовал «Gradus Solis» (мастер) и «Gradus Pentalphae».
После преобразования системы степеней градусов стало 33, «Gradus Mercurii» стал восьмым, «Gradus Solis» — 12-м, а «Gradus Pentalphae» — 18-м.
В 1957 «Братство Сатурна» стало законной организацией, зарегистрированной под названием «Fraternitas Saturni, eingetragener Verein» («Fraternitas Saturni, зарегистрированное общество»). В 1979 большинство назначенных мастеров покинули «Fraternitas Saturni» и основали «Ordo Saturni» (Орден Сатурна), оставшиеся братья «Братства Сатурна» так и продолжали работать под данным названием, продолжали заниматься магией, однако так ни одного мастера, который был бы связан с традицией «Братства Сатурна» в этом братстве так и не осталось.
В 1993 один из так называемых мастеров (по линии преемственности Immanuel’я) основал другой Сатурнианский орден, «Communitas Saturni» («Общество Сатурна»). Другая сатурнианская ложа (Великая ложа «Грегор А. Грегориус») была сформирована в течение 1990-х в южной Германии, однако после периода, наполненного конфликтами, эта ложа объединилась с «Братством Сатурна».
ОТО Кеннета Гранта (ТОТО, Тифонианский орден)
После смерти Кроули Гермер стал его преемником, он признал и подтвердил статус Гранта как адепта IX° (9 градуса) в 1948 после того, как Кроули умер. Однако Грант позже утверждал, что получение им XI° (11 градуса) было подтверждено в 1946, по-видимому, Кроули, в тот же самый год, когда он был посвящён в Орден «Серебряной звезды» связанный с телемитским магическим орденом, созданным Кроули в 1907, когда он был изгнан из Ордена золотой зари.
В 1954 Грант начал работу над учреждением ложи «Новая Исида», которая стала проводить оперативную работу в 1955, когда Грант объявил о том, что он обнаружил «течение Сириуса/Сета», в новом манифесте, который и был положен в основу деятельности ложи. Карлу Гермеру не понравился этот новый манифест настолько, что он исключил Гранта из OTO. Грант ответил на это тем, что провозгласил себя внешним главой ордена, приняв XII° градус, и склонив своих сторонников к расколу, направленному против тех, кто все ещё следовал за Гермером. Группа Гранта впоследствии стала известна под названием «Тифонианский орден восточного храма» (Typhonian Ordo Templi Orientis), она включила в себя ложу «Новая Исида» в 1962 году, примерно в то же время, когда умер Гермер, формально так и не назвав своего преемника на посту главы OTO.
В «Звездном огне» (Starfire) (март 2009, однако опубликованном в «Зимнем Солнцестоянии MMVIII An 10» (Winter Solstice MMVIII An 105)) Майкл Старли (Michael Staley) утверждал, что тифонианское OTO прекратил своё существование в качестве ордена, и что его функции и вопросы, которыми он занимался, были переняты недавно учрежденным тифонианским орденом. Сам «Звездный огонь», сам объявивший себя официальным печатным органом тифонианского OTO теперь утверждает, что является официальным журналом тифонианского Ордена.
Тифонианский орден Кеннета Гранта оказал влияние на «Dragon Rouge» и стал инструментом создания магического движения Маат Nema.
В то время, как о группе известно, что она все ещё распространяет кроулианский «закон телемы», также она концентрирует своё внимание на исследовании внеземных разумов, таких как жизнь за пределами земли и демоны, а также на наиболее темных аспектах оккультного существования, таких как мифы о Ктулху Г. Ф. Лавкрафта.
Например, Саймон Хинтон пишет:
«В особенности приобрела известность сверх-человеческая сущность, которая стала связана с тифонианской традицией в последние годы, и сущность эта известна под именем Лэм (Lam). Портрет Лэма был нарисован Алистером Кроули примерно в 1917 в Нью-Йорке. Рисунок был передан Кеннету Гранту в 1945, его гипнотический образ имеет весьма сильное сходство с изображением сверхъестественных сущностей, которое мы видим в современных фильмах, несмотря на то, что рисунок был сделан за годы до того, как архетип был стилизован».
Изображение Лэма, сделанное Кроули, в действительности предвосхищает описания и представления о внеземных сущностях, которые стали известны под названием «Серых» в литературе о НЛО.
В своем синопсисе Хинтон утверждает, что «тифонианская традиция не заключается в том, чтобы преобразовать результат контакта с теми силами, которые пребывают за пределами человеческого понимания. Её цель — преобразовать человеческое сознание, расширив, углубив и обогатив его».
В книге «О культе Лэма: Локапале пути молчания», сам Грант пишет:
«Культ был основан по той причине, что очень явные намеки были получены Аоссиком Айвассом 718 (Aossic Aiwass 718). (отсылка к используемому Грантом магическому имени) в отношении портрета Лэма… (который был передан Кроули Грантом)…что он является ныне существующим центром внеземной — и, возможно, транс-плутонической энергии, с которой OTO теперь необходимо общаться в данный критический период, поскольку мы вошли в восьмидесятые, о которых упоминалось в Книге Закона. Это наша цель — обрести некую способность проникновения не только в сущность Лэма, но также и узнать возможности использования Яйца как в астральной космической капсуле для путешествия в сферу Лэма, так и для исследования туннелей сета во внутрикосмических и хтонических капсулах».
.
При рассмотрении организации ордена, считается, что тифонианский орден перешел от формальной иерархии к менее иерархической структуре. Стоит подробно процитировать Кенига, чтобы проиллюстрировать организационные различия между орденом Гранта и OTO:
«Тифонианское OTO функционирует в качестве космической сети, которая не проводит свою деятельность через земные ложи, поскольку его члены — в магическом смысле — не находятся на земле. Их зоны оккультного действия расположены в пространствах, которые включают в себя и вместе с тем выходят за рамки звездного уровня сознания. Тифонианское OTO, по этой причине, не является объединённой организацией в приземленном смысле — оно контролируется посредством контактов внутреннего плана, которые сосредоточены на нынешний день в небольшой группе индивидуальных людей, которые направляют потоки за пределы кругов времени и пространства. Относительно телемы, тифонианское OTO является машиной, а A∴A∴ — оператором.

Его не сравнить с другими версиями OTO, поскольку здесь не существует никаких групповых ритуалов или церемоний посвящения в какую-либо степень или градус. Основой посвящения является усваивание непосредственной магической и мистической работы. Следовательно, всякое посвящение в действительности является само-посвящением. В тифонианском OTO есть несколько работ по градусам. Однако, акцентируется то, что посвящённый уполномочивается на создание своего собственного курса. Конечно же, существует и опыт других людей, который можно перенять».
Общество ОТО (SOTO)
Марселу Рамуш Мотта (1931—1987), третий претендент на главенство в ОТО, предъявлял иск на владение авторскими правами Кроули, в чём ему было отказано окружным судом штата Мэн в США. Мотта умер в 1987, хотя различные небольшие группы, называющие себя общество ОТО (SOTO) продолжают существовать и претендовать на власть над всем ОТО и после него.
ОТО Мецгера (Швейцарское ОТО)
Германн Метцгер, другой претендент, был посвящён в ОТО Гермером в Германии в пятидесятые годы XX столетия и возглавил швейцарскую ветвь ордена. После смерти Гермера он предпринял попытку объявить себя главой всего ОТО.
 ОТО при Макмертри и Гермере 
Ещё при жизни Кроули начал подыскивать себе преемника. Наиболее подходящими кандидатурами он посчитал Карла Гермера (1885—1962), своего представителя в Германии, и Грейди Луиса Макмертри (1918—1985), члена калифорнийской ложи ОТО.
1 декабря 1947 года Алистер Кроули умер, и в соответствии с его завещанием Карл Гермер стал внешним главой ОТО и пребывал на этом посту до своей смерти в 1962 году. Этот период в истории ОТО характеризуется снижением активности: регулярные собрания перестали проводиться с 1949 года, прием новых людей в орден прекратился.
После смерти Гермера, который не оставил завещания, на власть в ордене претендовали несколько человек. В 1969 году внешним главой стал Грейди Макмертри, что вызвало множество споров продолжающихся и по сей день.
Он стал принимать в свою линию ОТО новых людей, в 1970 году опубликовал колоду «Таро Тота», иллюстрированную Фридой Харрис.
В 1979 году ОТО получил статус корпорации, а в 1982 году был освобожден от налогов как религиозная организация.
 Калифорнийское ОТО (Халифат) 
Макмертри не стал назначать себе преемника, а предписал избрать его голосованием, что и было сделано 21 сентября 1985 года. В результате выборов внешним главой Ордена восточных тамплиеров стал Уильям Бриз (Гименей Бета), который остается им по сегодняшний день.
В настоящее время штаб-квартира Калифорнийского ОТО находится в штате Калифорния, США. ОТО Вильяма Бриза сегодня насчитывает свыше 4 тысяч человек и имеет свои представительства более чем в 60 странах.
Правом проведения посвящения в Орден пользуются его отделения в 20 странах:
Бразилия, Канада, Китай, Хорватия, Дания, Германия, Италия, Нидерланды, Новая Зеландия, Норвегия, Россия, Сербия, Словения, Южная Африка, Швеция, Тайвань, Украина, а также Великие Ложи Австралии, США и Великобритании.
Постановлением британского суда № О-157-08 от 6 июня 2008 года было решено, что использовать аббревиатуру «ОТО» в названии имеет право только Калифорнийский орден восточных тамплиеров («Халифат»).
 Система степеней калифорнийского ОТО 
Членство в ОТО основывается на системе посвятительных церемоний (или «градусов»), основанных на драматическом ритуале, призванном создать братскую связь между членами, а также передать идеи духовного и философского учения
Градусы также выполняют организационные функции — чтобы выполнять определённые функции в Ордене требуется достичь определённых степеней (например, чтобы стать жрецом или жрицей Ecclesia Gnostica Catholica требуется достичь градуса K.E.W).
Система степеней Ордена включает в себя 21 степень, — 13 пронумерованных (от 0 до 12) степеней и 8 непронумерованных подстепеней, являющихся промежуточными.
Допуск в каждый следующий градус ОТО включает посвящение и клятву. В ОТО утверждают, что они сходны с клятвами масонства.
Продвижение внутри «Триады человека земли» требует спонсорства от членов, обладающих соответствующим или выше градусами. Продвижение в степень «Рыцаря востока и запада» и выше требует приглашения от членов, обладающих соответствующим или выше градусами.
Основной целью посвящения в ОТО является, согласно утверждению самих членов ОТО — «сообщение человеку языком аллегории и символа глубоких таинств природы и через это помощи в раскрытии своей истинной сущности».
В соответствии с Книгой закона степени в ОТО разделены на три категории или «Триады»:
Человек земли;
Влюбленный;
Отшельник.
Целиком система выглядит так:
- Человек земли (Третья триада)
  - 0°— Минервал
    - Разделяющий таинства привлечения и зачатия.[36]

  - I°—Человек и брат
    - Разделяющий таинства рождения.[23]

  - II°—Маг
    - Разделяющий таинства жизни.[23]

  - III°— Мастер маг
    - Разделяющий таинства смерти.[23]

  - IV°— Совершенный маг и сотоварищ святой королевской арки Еноха
  - P.I.— Совершенный посвящённый или принц иерусалимский
- Вне всех триад
  - Рыцарь востока и запада
- Влюбленные (Вторая триада)
  - V°—
    - Державный принц розы-креста, и рыцарь пеликана и орла
    - Рыцарь красного орла, и член сената рыцарских герметических Философов

  - VI°—
    - Прославленный рыцарь(тамплиер) ордена кадоша, и сотоварищ святого грааля
    - Великий инквизитор командор и член великого трибунала
    - Принц королевской тайны

  - VII°—
    - Теоретик, весьма прославленный державный великий генеральный инспектор
    - Маг света и епископ Ecclesia Gnostica Catholica
    - Великий маг света и инспектор обрядов и посвящений
    - Поклонение фаллосу как микрокосмическому аналогу Солнца, создание личного храма, со скульптурой фаллоса в серебре, бронзе или другого аналогичного материала.[37]

Для изучения и практики даётся работа De Natura Deorum.
- Отшельник (Первая Триада)
  - VIII°—
    - Совершенный понтифик просвещения
    - Мист (Epopt) просвещения
    - Изучаются аутоэротические магические техники, называемые Малой Работой Sol.[17]

Для изучения и практики даётся работа De Nuptiis Secretis Deorum Cum Hominibus.
- - IX°— Посвящённый святилища гнозиса

Изучаются гетеросексуальные техники, включающие создание гомункула

Следующие тексты даются для практики и изучения:
- -     -       - Agape vel Liber C vel Azoth
      - De Homunculo Epistola
      - De Arte Magica
      - Эмблемы IX° методы использования

  - X°— Rex Summus Sanctissimus
  - XI°— Посвящённый одиннадцатой степени (эта степень — техническая, и не имеет никакого отношения к общему плану ордена).
  - XII°— Frater Superior, Внешний глава ордена

.
 Структура и отделения калифорнийского ОТО в настоящее время 
На национальном уровне высшая управляющая организация в ОТО — это великая ложа, которая управляется великим мастером. В управляющий совет великой ложи входят великий мастер, великий генеральный секретарь, великий генеральный казначей.
На сегодняшний день наиболее многочисленное отделение ОТО находится в Калифорнии, США. Великая ложа США — это управляющий орган ОТО на территории Соединённых Штатов Америки. Как указано на сайте организации, ОТО в США занимается проведением ритуалов, предлагает руководство и обучение своим членам, организует различные мероприятия, и принимает участие в образовательных и общественных программах. На 29 февраля 2008 года Великая ложа США, согласно тем данным, которые она предоставляла о себе сама, включала 1212 членов в 57 местных отделениях. Также крупные отделения ОТО есть в Англии — это «Великая ложа Великобритании», и в Австралии — это «Великая ложа Австралии», образованная в апреле 2006 года.

## Критика ОТО
В феврале 2006 года член ордена восточных тамплиеров занимавший в нём руководящие посты (экс-секретарь Великой ложи ОТО в США, экс-мастер ложи), писатель-оккультист Аллен Гринфилд, потребовал отставки высшего руководства и в знак протеста отстранился от всех управленческих обязанностей. Он продолжил написание подробных аналитических исследований «Крах ОТО» и «Культура страха», о явлениях, существующих, по его мнению, в настоящее время внутри ОТО Эти материалы содержатся в последней главе и Эпилоге его книги «Корни современной магики». Прекратив членство в калифорнийском ОТО, он продолжает критиковать Вильяма Бриза (называющего себя «Гименей Бета»), считающегося внешним главой ОТО версии МакМертри. Также Аллен Гринфилд написал критическую работу «Инквизиция в XXI веке в Америке» (англ. Inquisition In 21st Century America). В ней он обвиняет руководство ордена в сутяжничестве, авторитаризме и коррупции:
Христианские церкви и конфессии осуждают ОТО, и не поддерживают ни с одной из ветвей ОТО никаких отношений. В частности, Русская Православная Церковь в лице своих представителей неоднократно оценивала «орден восточных тамплиеров» как сатанинскую и антихристианскую деструктивную секту, инкриминируя членам ОТО различные аморальные действия, и противоправную деятельность.
Как секту, «Орден восточных тамплиеров» классифицируют также авторы учебно-практического пособия для научно-исследовательского института уголовно-исполнительной системы Министерства юстиции Российской Федерации.

## Известные члены ОТО
- Теодор Ройсс — немецкий оккультист, франкмасон.
- Кеннет Грант — английский оккультист и писатель.
- Мишель Бертье — американский оккультист, епископ Старо-католической церкви, писатель книг о вуду.
- Кеннет Энгер — авангардный режиссёр шестидесятых.
- Noname Jane (урожденная Ада Мэй Джонсон) — американская порноактриса[51].
- Алистер Кроули — английский оккультист, основатель учения телемы.
- Джон Парсонс — американский инженер-ракетостроитель, химик.
- Дэвид Тибет — английский музыкант, основатель группы Current 93, играющей индастриал, dark folk и apocalyptic folk.